# Dora Krsnik
Dora Krsnik (Zagreb, 19. siječnja 1992.), hrvatska rukometašica, članica rumunjskog rukometnog kluba CSJ Prahova Ploesti. Igra na mjestu srednjeg vanjskog.

## Karijera
Karijeru je započela u zagrebačkoj Lokomotivi gdje igra pet godina. Nakon kratkog vremena u Zelini tri godine igra u koprivničkoj Podravki, te dvije u slovenskom Krimu.Nastupala je za Hrvatsku na tri Europska prvenstva 2016. u Švedskoj,  2018. u Francuskoj i 2020. Danskoj i na jednom Svjetskom prvenstvu i to 2021. u Španjolskoj.